# John Morressy
John Morressy (8. prosince 1930, New York – 20. března 2006, Sullivan, New Hampshire) byl americký spisovatel fantasy a sci-fi literatury a profesor anglické literatury na univerzitě v New Hampshire ve Spojených státech amerických. Napsal více než 25 románů a množství povídek. Na začátku své spisovatelské dráhy psal převážně sci-fi, později převážně fantasy. Vystudoval St John's University a New York University.

## Dílo
První román ve stylu fantasy vydal v roce 1966.
Až na cyklus o Kedrigernovi a výjimky (např. soubor povídek Trocha práce vznešeného druhu) nebyla Morressyho další díla přeložena do češtiny. Naopak v cyklu o Kedrigernovi vyšla kniha Kedrigern a drak Comme Il Faut  dříve česky než anglicky, stejně jako později další příběhy o Kedrigernovi.
Vydavatel Morressyho nechtěl v cyklu o Kedrigernovi pokračovat, přestože jiné knihy Morressymu v USA vycházely. Morressy tak několik let psal pouze pro české čtenáře. Po roce 2000 začalo tyto knihy vydávat nakladatelství Meisha Merlin Publishing v Atlantě pod souhrnným názvem Kedrigernovy kroniky (The Kedrigern Chronicles). V květnu 2007 ovšem nakladatelství ukončilo svou činnost, některé Morressyho příběhy tedy zůstávají nevydány v jazyce originálu.

### Cyklus o čaroději Kedrigernovi
Jedná se o poetickou a humornou (místy lehce parodickou) fantasy. Kedrigern je mladý (v době první knihy - hlas pro Princeznu - 160 let), ale poměrně úspěšný čaroděj specializující se na odeklínadla. Velmi nesnáší cestování, ale samozřejmě se mu nemůže vyhnout: musí putovat za klienty i za jinými čaroději.

#### Mladý Kedrigern
1. Mladý Kedrigern a první kouzlo Z nepublikovaného originálu přeložil Petr Caha. Frenštát pod Radhoštěm: Polaris, 1998. (The Apprentice Kedrigern: Young Kedrigern And First Spell)
2. Mladý Kedrigern a pátrání po minulosti Z nepublikovaného originálu přeložil Petr Caha. Frenštát pod Radhoštěm: Polaris, 1999.
3. Mladý Kedrigern: Zrození mistra

Jedná se o prequel, tedy knihy napsané po hlavní části série, ale odehrávající se před ní. Popisuje mládí Kedrigerna a jeho studia, ale také jeho snahu zjistit, kdo byli jeho rodiče. Je protkán několika vnořenými příběhy, které Kederigernovi vyprávějí jiné postavy, aby se z nich poučil. Zatím (duben 2013) stále nebyly vydány v originále (anglicky).

#### Kedrigern (hlavní cyklus)
1. Kedrigern a hlas pro Princeznu (A Voice for Princess (1986))
2. Kedrigern a spletitá výprava (The Questing of Kedrigern (1987))
3. Kedrigern a kouzelná hůlka (Kedrigern in Wanderland (1988))
4. Kedrigern a kouzelný pár (Kedrigern and the Charming Couple (1989))
5. Kedrigern a drak Comme Il Faut (Kedrigern and the Dragon Comme Il Faut (2003 v The Kedrigern Chronicles Volume II:Dudgeon and Dragons))
6. Pozornost pro Kedrigerna (A Remembrance for Kedrigern (1990))
7. povídky Kedrigern doma a na cestách

Hlavní hrdina se na počátku série žení s půvabnou Princeznou, dříve proměněnou v ropuchu. Té však něco z žáby zůstalo - kvákání, a tak se čaroděj všemi možnými způsoby pokouší vrátit jí hlas (v jedné etapě tak dokonce Princezna mluví pozpátku). Když se to nakonec povede, začarují mu ji v hádce, kterou se snažila usmířit, znova. To je ovšem problém – odčarovat někoho podruhé je složitější.
V druhém díle se to naštěstí povede při zajímavé nehodě: Princezna přitom získá nejen lidskou podobu, ale také křídla.
V dalších dílech se i z Princezny stává čarodějka, vysvobozují vlkodlaka, dávají dohromady čtveřici nešťastně zamilovaných a nakonec se jim podaří i najít Princezninu rodinu a navrátit Princezně její ztracenou paměť.

### Cyklus o Del Whitbym
Del Whitby
1. Syn hvězd (Starbrat (1972))
2. Stardrift (1973)
3. Under a Calculating Star (1975)
4. A Law for the Stars (1976)
5. Frostworld and Dreamfire (1977)
6. The Mansions of Space (1983)

### Cyklus Iron Angel
- Ironbrand (1980)
- Greymantle (1981)
- Kingsbane (1982)
- The Time of the Annihilator (1985)

### Další díla
- The Blackboard Cavalier (1966)
- The Addison Tradition (1968)
- The Humans of Ziax II (1974)
- A Long Communion (1974)
- The Windows of Forever (1975)
- The Extraterritorial (1977)
- The Drought on Ziax II (1978)
- The Juggler (1996)